# 通行券
通行券（つうこうけん）は、高速道路などの有料道路を通行する際に必要となる券である。
なお、ETC車載機を搭載し、ETCカードをセットした車両で、なおかつETCゲートを無線通行（ノンストップで通過）した場合は受け取り不要である。
一口に通行券といっても道路事業者によって捉え方がちがう。大体以下の2通りに分けられる。

## 入場証明書
当該道路に進入したインターチェンジ等で発行されるタイプ。
このタイプの通行券は一本の道路に料金所が複数存在し、かつ利用者の走行区間に応じて料金を徴収する方式の高速道路・有料道路に多くみられる。
通行券は料金支払い時（当該道路退出時）に利用区間を特定するため、通過した本線料金所や進入インターチェンジで交付される。これはワンマンバスやワンマン列車の乗車整理券（正式には乗車票という）にあたる。日本語の定義からすると『通行券』という表現はおかしい気もするが、現在はこちらのタイプの方が主流。『通行券』という言葉は、おそらく「料金算定の起点となる料金所を通行した証明証」という意味ではないかと思われる。なお、この点を考慮してか、一部の有料道路などは『入口券』という呼称を使用している。ちなみに、大韓民国でもハングルで『통행권（通行券）』と表記されている。

### 券面記載内容

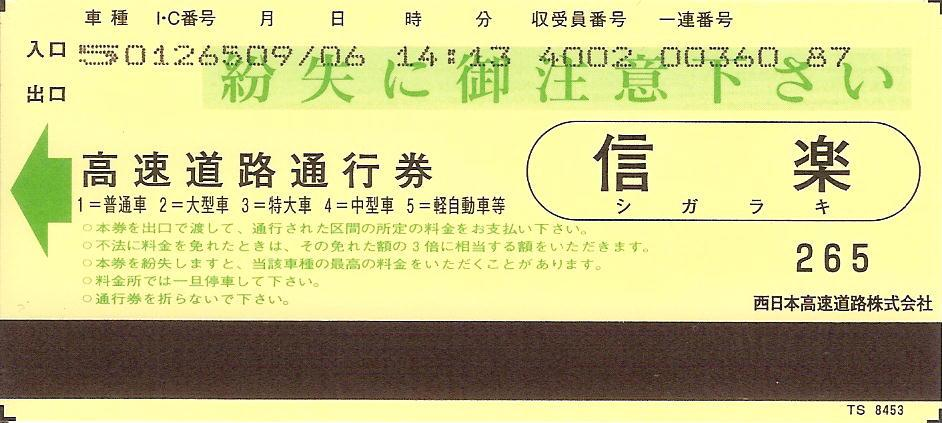
高速道路通行券（NEXCO西日本発券）

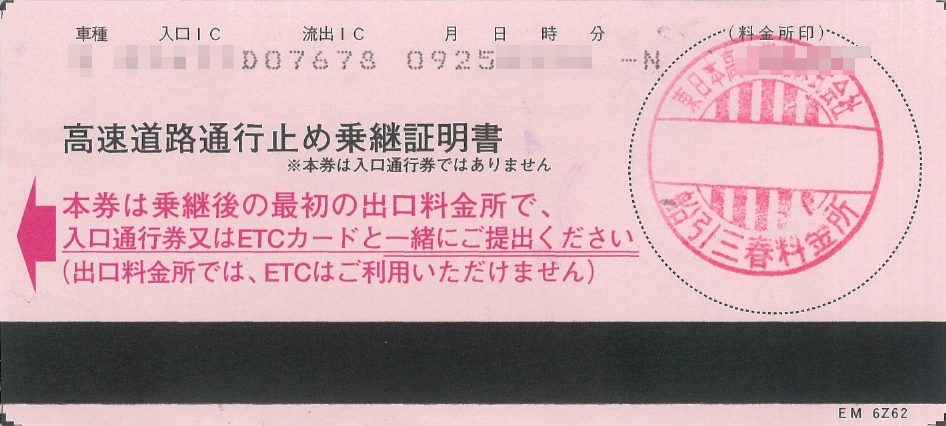
高速道路通行止め乗継証明書（NEXCO東日本発券）

左から順に車種番号、料金所番号、月日、時分、収受員番号、一連番号、登録番号が印字される。
- 車種 : 券面中部に示されているとおり、車種に番号が振られており該当番号を記載している。この場合は軽自動車等に該当し、NEXCO3社管轄区間の場合だと普通車=1、大型車=2、特大車=3、中型車=4、軽自動車等=5となっている。また、車種不明の場合はXと記載される。
- IC番号 : インターチェンジ毎に振られている番号を記載している。この場合（信楽IC）は01265である。
- 月日 : 通行日時を記載して年については印字していない。この場合は9月6日である。
- 時分 : 通過時刻を記載している。この場合は14時13分である。
- 収受員番号 : 各インターチェンジの発券機に振られている番号を記載している。この場合は4002である。下段の出口欄には、出口料金所料金収受員に振られている番号が記載される。
- 一連番号 : 決められた設定時間より何台目に通行券を受け取ったかを記載している。この場合は360台目に受け取ったことになる。
- （登録番号）一連番号右側に記載されている番号で、不正通行防止のため、通行車のナンバープレート下2桁を料金所ゲート入口にある赤外線カメラで撮影し瞬時に印字・発券している。この通行車の下2桁のナンバープレートは○○-87ということである。なお、登録番号が4桁以上の自衛隊車両、外交官車両なども下2桁が印字される。

料金所名（信楽）下部に記載されている番号はIC番号の下3桁を記載している。この場合は265である。
この通行券の場合は緑色基調であるが、オレンジ色基調の通行券も存在する。またETCゲート閉鎖時などには青色基調の通行券や通常の通行券にスタンプが押されたものなどが発券される場合がある。
出口料金所にて料金収受員に通行券を渡し、収受員が機械に通した際に出口欄が記載される。入口出口欄を比較して、車種や登録番号が異なっている場合は不正通行と見なされる場合がある。また距離に対して所要時間が掛かり過ぎていた場合にも、事情を聞かれることがある。
券面に記載されているとおり、紛失した場合は通行したと想定される最長区間の料金を徴収される場合があり、注意が必要である。このあたりも日本の鉄道における乗車券と酷似している。
事故や通行止めによる強制流出時に発券される乗継証明書も、通行券と同サイズである。
ETCによる無線通行の場合は、ETCカードに入場記録が書き込まれるため、通行券は受け取らない。
この通行券とは若干、異なった仕様の通行券も存在する。
現在は、主に出口での通行券読み取りが不要なタイプ（今宿ICなど）と磁気ストライプに入場情報を記録させ、出口精算の際に機械に読み込ませるタイプの2種類がある。かつてはパンチカード式の通行券やチップ式通行券が存在した（初期の名神高速道路、西名阪道路（現西名阪自動車道）など。そのため、本線料金所で検札を行う際にパンチカード式と磁気ストライプ式を交換することもあった）。
パンチカード式では、料金所入口レーンにも出口レーン同様の有人ブースが設けられ、係員による手動発券が行われていたが、磁気ストライプ式に移行すると同時に自動発券機が導入され、入口レーンの有人ブースは撤去された。自動発券機には、3段階の高さ別で発券口が設けられており、通行券はレーン進入時に自動で識別した車高に適した発券口から発券される。また、左ハンドル車用の発券機が併設されているレーンでは、左ハンドル車用発券機に備付けられたボタンを押すと右側の発券機から出ている通行券が発券機内に自動回収され、同一内容の通行券が左ハンドル車用発券機から再度発券される仕組みとなっている。

## 領収書

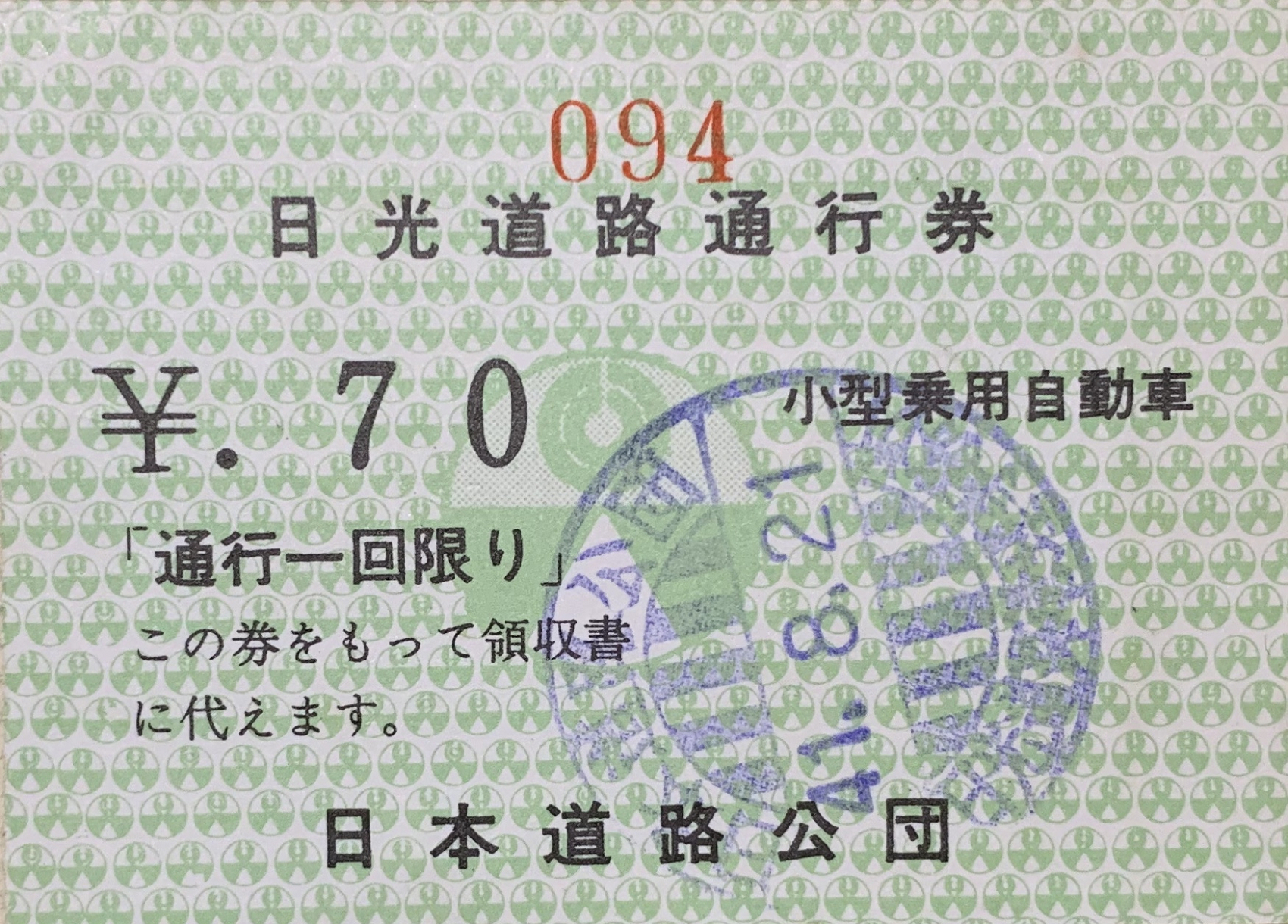
日光道路通行券（1966年）

前記の意味とは対照的に、料金を支払った料金所で発行されるタイプも存在する。これは料金が均一制の都市高速道路や、有料道路で多く見られる。意味としては「通行料金を支払い、通行する権利を得た証明」といった形になる。
こちらのタイプは『通行券』と名乗ってはいるものの、実際は通行料金を領収しその際に渡される領収書にそう印字されているだけで、特に検札や集札は行われないことが多い。ただし、料金を支払ったという証明なので、最低限、区間の通行を終えるまではきちんと保管しておきたい。
また一部の道路によっては回数券タイプの通行券も存在する。意味としてはこちらのジャンルに含まれるが、これは通行する際に料金所で渡す必要がある。

## 画像

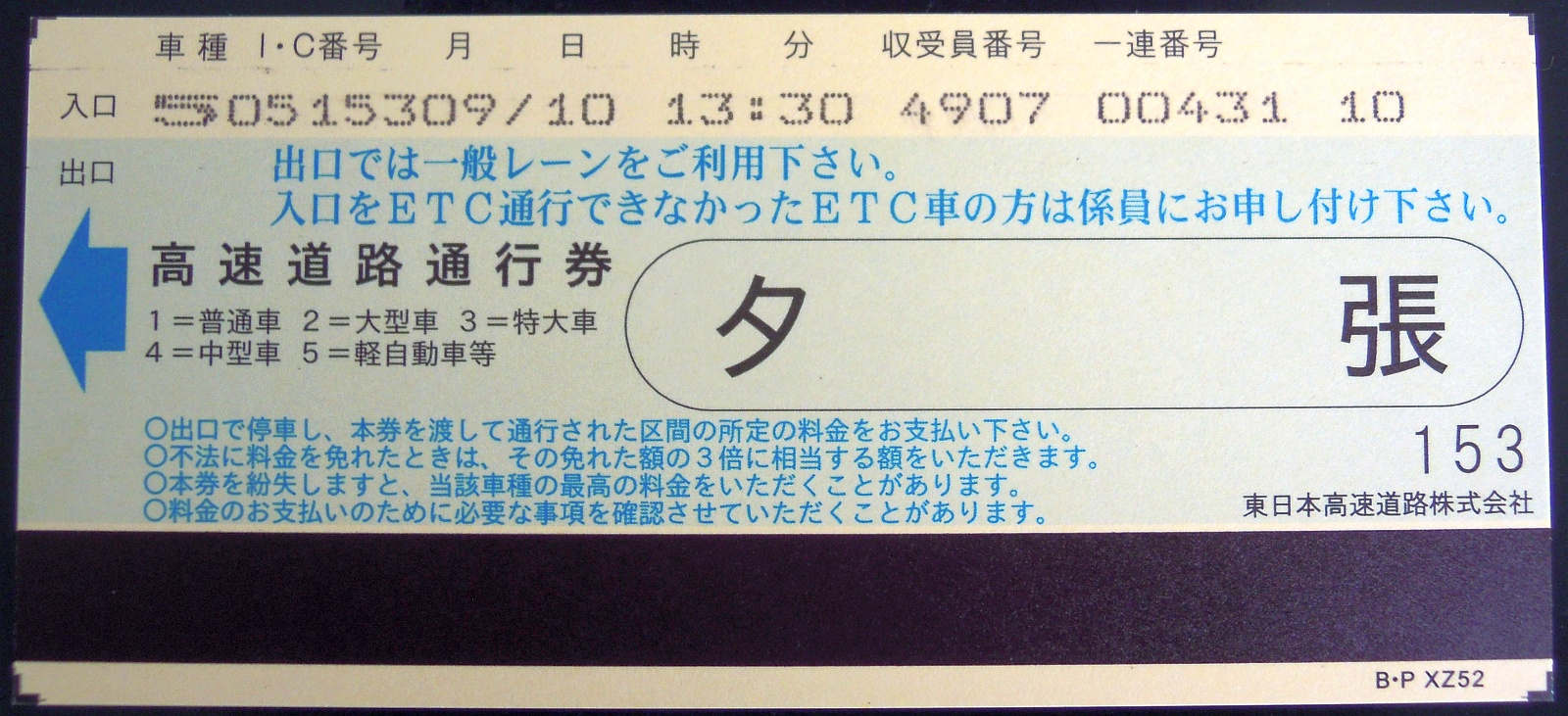
東日本高速道路の夕張ICで発券された通行券